# Fülesd, Szabolcs-Szatmár-Bereg
Fülesd  este un sat în districtul Fehérgyarmat, județul Szabolcs-Szatmár-Bereg, Ungaria, având o populație de 447 de locuitori (2011). 

## Demografie
Componența etnică a satului Fülesd
     Maghiari (94,81%)
     Romi (5,19%)
Componența confesională a satului Fülesd
     Reformați (67,34%)
     Romano-catolici (5,59%)
     Greco-catolici (1,12%)
     Necunoscută (25,95%)
     Alte religii (0,67%)
Conform recensământului din 2011, satul Fülesd avea 447 de locuitori. Din punct de vedere etnic, majoritatea locuitorilor (94,81%) erau maghiari, cu o minoritate de romi (5,19%).  Din punct de vedere confesional, majoritatea locuitorilor (67,34%) erau reformați, existând și minorități de romano-catolici (5,59%) și greco-catolici (1,12%). Pentru 25,95% din locuitori nu este cunoscută apartenența confesională.